# That '70s Episode
That '70s Episode er et afsnit fra første sæson af Heksene fra Warren Manor. Afsnittet blev første gang vist i USA 7. april 1999.

## Handling
Søstrene finder ud af at en ældgammel mand rigtig er en troldmand ved navn Nicholas, som har besøgt søstrene en gang om året. Men i virkeligheden er han en ung troldmand som prøver på at dræbe søstrene for at få deres kræfter. Søstrene kaster en besværgelse som sender dem tilbage i tiden for at finde ud af hvorfor Nicholas er immune over deres kræfter. De rejser tilbage til år 1975 og de møder ikke kun dem selv som små magiske børn, men også deres døde mor og bedstemor. De finder ud af at deres mor var tvunget til at velsigne en ring, som ville gøre ham immun over fra søstrenes kræfter, hvis hun ikke havde gjort det ville nicholas dræbe hende og Phoebe fordi Patty var gravid med hende. De vender tilbage til fremtiden og finder en besværgelse og udsletter nicholas.

## Skyggernes Bog

### Fjender
- Nicholas: Nicholas en mindre magtfuld troldmand som tvang søstrenes mor til at velsigne ringen der vil gøre ham immun over for deres kræfter. Men efter moren binder sine døtres kræfter så han ikke skal dræbe hendes døtre eller stjæle deres kræfter gør han ikke noget mod søstrene. Men besøger søstrene en gang i et år for at se om de har fået deres kræfter og når den dag var kommet blevet han udslettet af søstrene. Han har kræften til at styre menneskers indre (få deres blod til at koge m.m.)

### Trylleformularer
- Trylleformular til at bryde en pagt: Pagten, som ej skulle sluttes . Giv os kraft så den kan brydes. Skru tiden tilbage til pagtens vorden.

- Trylleformular til at sende søstrene tilbage: En tid for alt og alt på sin plads. Tilbage føres i nu gennem tid og rum.

- Nicholas-må-dø Formularen: Lavendel, Mimose, Hellige tidsel. Rens ondet fra vort hus. Spredes i skal med tidens vinde, sådan vil den Nick forsvinde.

## Triva
- Navnet er reference til tv-serien That '70s Show.
- I afsnittet ”Thank You for Not Morphing” giver søstrenes far en hjemmevideo hvor hele familien holder jul sammen inklusiv Phoebe. Det her afsnit viser at deres far forlod dem inden Phoebe blev født, som betyder at han kom tilbage da han fandt ud af at Patty var gravid med Phoebe. Begrundelsen for det er at i de nyere afsnit for vi at vide at Victor (søstrenes far) var der efter Pattys død.
- Første gang vi ser Phoebe lave kampsport.

## Gæstestjerner
- Megan Corletto Som Piper som Barn
- Emmalee Thompson Som Prue som Barn
- Jake Sakson Som Andy som Barn
- Sally Ann Brooks som politi betjent
- Rey Silva som Politi betjent